# Calamus bacularis
Calamus bacularis är en enhjärtbladig växtart som beskrevs av Odoardo Beccari. Calamus bacularis ingår i släktet Calamus och familjen Arecaceae. Inga underarter finns listade i Catalogue of Life.